# Mecidiyeköy
Mecidiyeköy é um bairro de da aprte europeia de Istambul, Turquia, que faz parte do distrito de Şişli. É um centro financeiro importante, rodeado pelos bairros de Fulya, Kuştepe, Gültepe, Esentepe e Gülbahar. Ali se situa o Estádio Ali Sami Yen, que até janeiro de 2011 foi a casa do clubde futebol Galatasaray Spor Kulübü.
O nome do bairro ("aldeia de Mecidiye" em turco) deve-se ao sultão otomano Abdul Mejide I (1823-1861), durante cujo reinado começou a ser construído. Até aos anos 1930 era uma área praticamente rural, à parte duma garagem da empresa municipal de autocarros de Istambul e duma grande fábrica de bebidas, a qual estava rodeada de vinhas e pinheiros. Essa situação mudou rapidamente e de forma radical década de 1950, quando se tornou uma das zonas com maior densidade populacional de Istambul. Em 2008 a população do bairro era de 20 331 habitantes.